# 연못거북
연못거북(pond slider)은 거북목 늪거북과 노란배거북속에 속하는 거북이다.
아종은 붉은귀거북, 노란배거북, 컴벌랜드거북이 있다. 대한민국에는 붉은귀거북 이 수입금지된 이후 다른 아종까지 수입되면서 속 자체가 수입금지되었다.

## 같이 보기
- 거북
  - 노란배거북
  - 붉은귀거북
  - 컴벌랜드거북
- 생태계교란야생동·식물

1. ↑  국립생태원. “붉은귀거북속 전종 Trachemys spp.”. 《한국 외래생물 정보시스템(KIAS)》. 대한민국 환경부.